# چرنی
چِرنی یک نام خانوادگی اروپای شرقی‌ست. واژهٔ «چِرنی» در بسیاری از زبان‌های اسلاوی به‌معنی «سیاه» است. به‌عنوان نام خانوادگی ممکن است به یکی از موارد زیر اشاره داشته باشد:
- کارل چرنی، موسیقی‌دان و آهنگ‌ساز چکسلواکی‌الاصلِ اتریشی
- هنری چرنی، بازیگر اهل کانادا